# تالخيق الشالي
تالخيق الشالي (بالشيشانية: Шали ТIалхиг) هو أحد القادة العسكريين والسياسيين البارزين في الإمامة القوقازية خلال القرن التاسع عشر. وُلد في بلدة شالي، وينتمي إلى عشيرة كورشالوي (taip Kurchaloy). شغل مناصب عليا في الدولة القوقازية، منها منصب المُدير العام للمدفعية، ونائب الإمام في منطقتي شالي والشيشان الكبرى.

## الخلفية والهوية
كان تالخيق ممثلًا لعشيرة كورشالوي، إحدى القبائل الشيشانية البارزة، وقد لعب دورًا محوريًا في الحراك العسكري والسياسي ضد التوسع الروسي في منطقة القوقاز. وُصف بأنه قائد ميداني صاحب نفوذ، وارتبط اسمه بعدد من المعارك التي خاضها جيش الإمامة بقيادة الإمام شامل.

## المناصب العسكرية
حمل تالخيق لقب المدير (المُدير العام) أو المُدير-نائب (Mudir or General-Naib)، وهو أحد المناصب العليا في هيكل الإمامة القوقازية. وكان قائدًا لسلاح المدفعية في جيش الإمام شامل، وهو منصب استراتيجي تطلّب معرفة تقنية وعسكرية دقيقة. كما عُيّن نائبًا للإمام في منطقة شالي ومناطق من الشيشان الكبرى، ما يعكس الثقة الكبيرة التي كانت تُمنح له من قبل القيادة الروحية والسياسية للإمامة.

## الإرث
لا تزال شخصية تالخيق الشالي تحظى باحترام في الذاكرة الشعبية الشيشانية بوصفه أحد القادة الذين شاركوا في المقاومة المسلحة والدفاع عن الهوية الإسلامية والثقافية في وجه الإمبراطورية الروسية. وتتناقل الروايات الشفهية اسمه في الأدب الشعبي بوصفه قائدًا شجاعًا وحازمًا.